# Amata Kabua
Amata Kabua (17 de noviembre de 1928-20 de diciembre de 1996) fue el primer presidente de las Islas Marshall desde 1979 a 1996 (cinco mandatos consecutivos). 

## Biografía
Fue presidente desde 1979 hasta 1996 y ministro de finanzas desde 1983 hasta 1985 de las Islas Marshall. Se convirtió en secretario jefe del Consejo de Iroij (jefe supremo) cuando tenía aproximadamente 20 años. Fue elegido para el primer Congreso de las Islas Marshall en 1958 y, en 1963, fue elegido para representar a las Islas Marshall en el órgano legislativo de todo el territorio: el Congreso de Micronesia. Fundó el Movimiento Político para la Separación de las Islas Marshall de Micronesia en 1972 y sirvió como presidente de las Islas Marshall desde el momento en que la república obtuvo el autogobierno interno. Fue elegido para su quinto mandato en 1995. También fue Iroijlaplap (jefe supremo) de Kwajalein. Murió mientras era presidente, tras una larga enfermedad, en Hawái. Fue sucedido por su primo, Imata Kabua.